# Aurelia Gieler
Aurelia Gieler, geborene Kornfeind (* 9. Juli 1940 in Stinatz) ist eine ehemalige österreichische Politikerin und AHS-Lehrerin in Ruhe (ÖVP). Gieler vertrat die ÖVP von 1986 bis 1987 im Burgenländischen Landtag.
Gieler wurde als Tochter des Volksschuldirektors Alfons Kornfeind aus Trausdorf geboren und wuchs kroatischsprachig auf. Sie besuchte zunächst die Volksschule in Neustift bei Güssing, 1947 wechselte sie an die Volksschule Trausdorf und schloss 1958 die Matura am BRG Eisenstadt ab. Gieler studierte im Anschluss Geschichte und Musikerziehung an der Universität Wien und schloss ihr Studium 1962 mit dem akademischen Grad Mag. phil. ab. Sie war danach als AHS-Lehrerin in Wien, Montreux, am Bundesgymnasium und Bundesrealgymnasium Mattersburg sowie ab 1974 am Gymnasium und Oberstufenrealgymnasium der Diözese Eisenstadt tätig. 1992 wurde ihr der Titel Oberstudienrätin verliehen.
Gieler war Gründerin des „Kulturvereins Pro Burgenland“ sowie dessen erste geschäftsführende Vorsitzende. Ab 18. September 1988 war sie zudem Präsidentin des Kroatischen Kulturvereins im Burgenland.
Gieler vertrat die ÖVP zwischen dem 11. Juni 1986 und dem 30. Oktober 1987 im Landtag.